# JP1
JP1は、日立製作所が開発・発売している日立オープンミドルウェアシリーズのひとつで、1994年に発売されたソフトウェア。統合システム運用管理ツールに位置付けられ、運用管理ツールとしての日本国内シェアは2022年度約26.1%で国内売上シェア1位である。また、2021年からはSaaS型で利用可能なJP1 Cloud Serviceも提供している。さらに、2024年からは生成AIとの連携機能も提供している。

## 特徴
大きく分けて以下の6つの機能を有する。
オートメーション（主にJP1/AJS3, JP1/AO, JP1/DH）
オンプレミスとクラウド環境で行う業務をつなぎ自動化。
オブザーバビリティ（主にJP1/IM3, JP1/PFM, JP1/NNMi）
複雑化したITシステムの健全性を可視化。
エンドポイント管理（主にJP1/ITDM2）
IT資産の情報を可視化して適切に管理し、セキュリティリスクから守る。
バックアップ（主にJP1/VERITAS）
オンプレミスやクラウド環境のデータ保護。
セキュリティ（主にJP1/秘文）
情報漏えいリスクからデータを保護。
通報（主にJP1/TELstaff）
迅速・確実な通知で、ビジネスへの影響を最小化。